# Fluris
Fleury, en occità Perinhan o Fluris, és un municipi francès, situat al departament de l'Aude i a la regió d'Occitània.